# جوزف هاردی
جوزف هاردی (انگلیسی: Joseph Hardy) (زادهٔ ۸ مارس ۱۹۲۹ – درگذشتهٔ ۶ ژوئن ۲۰۲۴) یک کارگردان اهل ایالات متحده آمریکا بود.
هاردی در ۶ ژوئن ۲۰۲۴، در ۹۵ سالگی درگذشت.